# غرب كينسينغتون (محطة مترو أنفاق لندن)
غرب كينسينغتون (بالإنجليزية: West Kensington)‏ هي إحدى محطات مترو أنفاق لندن. تقع على خط ديستريكت أفتتحت في المنطقة (Zone) رقم 2 أفتتحت في 9 سبتمبر 1874.